# 主線

圖上的Mean line指的就是主線

在字體排版學中，主線（英語：Mean Line）指的是決定無升部的小寫字母字體大小的一條線，其與基線的距離稱為x字高。
有些圓弧的字母在某些字體中會些微超過主線的範圍，是為了美觀。